# Wittevrouwenveld
Wittevrouwenveld, abrégé « WVV » en néerlandais, est un quartier la commune de Maastricht, dans la province du Limbourg néerlandais.

## Toponymie
Le nom du quartier vient du surnom donné aux Sœurs pénitentes de Marie-Madeleine, dont le couvent situé au théâtre du Vrijthof, possédait des terres dans la zone à l'est de la ville, qui était déjà connu en 1527 comme le Wittevrouwenveld.

## Géographie
Wittevrouwenveld borde le côté ouest de l'autoroute N2, localement appelé President Rooseveltlaan. De l'autre côté de l'autoroute se trouve Wyckerpoort et Nazareth. À l’est du quartier se trouve Amby et Scharn.

## Histoire
À la fin du XIXe siècle, la périphérie de la ville était de plus en plus intégré à Maastricht. Le long de la Scharnerweg s'est développé un ruban de maisons et de villas, entrecoupée d'une seule ferme, reste d'une époque antérieure.
Wittevrouwenveld s'est développé sur un espace qui appartenait autrefois à la municipalité de Amby et qui fut rattaché à Maastricht en 1920.

## Culture et patrimoine

### Monument
La zone occupée par WVV était à l'origine destinée aux travailleurs. Les premiers complexes ont été construits dans les années 1920. Dans les années 1930, Frits Peutz conçoit successivement l'école Sainte-Thérèse (1931), la villa Sonnehuys (1933) et l'église Notre-Dame de Lourdes (1936). Alphons Boosten conçoit l'école Angela (1922) et le presbytère à côté de l'église de Peutz (1925). Après la Seconde Guerre mondiale, Peutz conçut l'école de garçons (1949). En 1958, une deuxième église paroissiale fut construite, l'église Sint-Guiliëlmus, de l'architecte Jos Muré.
Le stade Geusselt (1961) est dans la limite nord-est du quartier. À côté du stade se trouve le plus grand bâtiment du quartier, l’Ondernemingshuis de 50 m de haut, de l'architecte Arno Meijs (2000). La zone autour du stade sera en partie construite au cours des prochaines années (avec notamment une piscine, des bureaux et des appartements) et en partie transformé en parc, le parc Geusselt. Dans le parc se trouve le château Geusselt du XVIIe siècle.
Dans les années 1970 et 1980, d'importants travaux de rénovation et de démolition eurent lieu.

### Sport
Il y a un certain nombre de grands équipements sportifs, dont le stade de football Geusselt, d'autres terrain de sports, un parc de loisirs (Geusseltpark) et un cimetière.

### Festival
Wittevrouwenveld est connu pour le festival Manus van Alles. Ce festival annuel, qui a débuté en 2000, est devenu un festival très multiculturel.

## Galerie

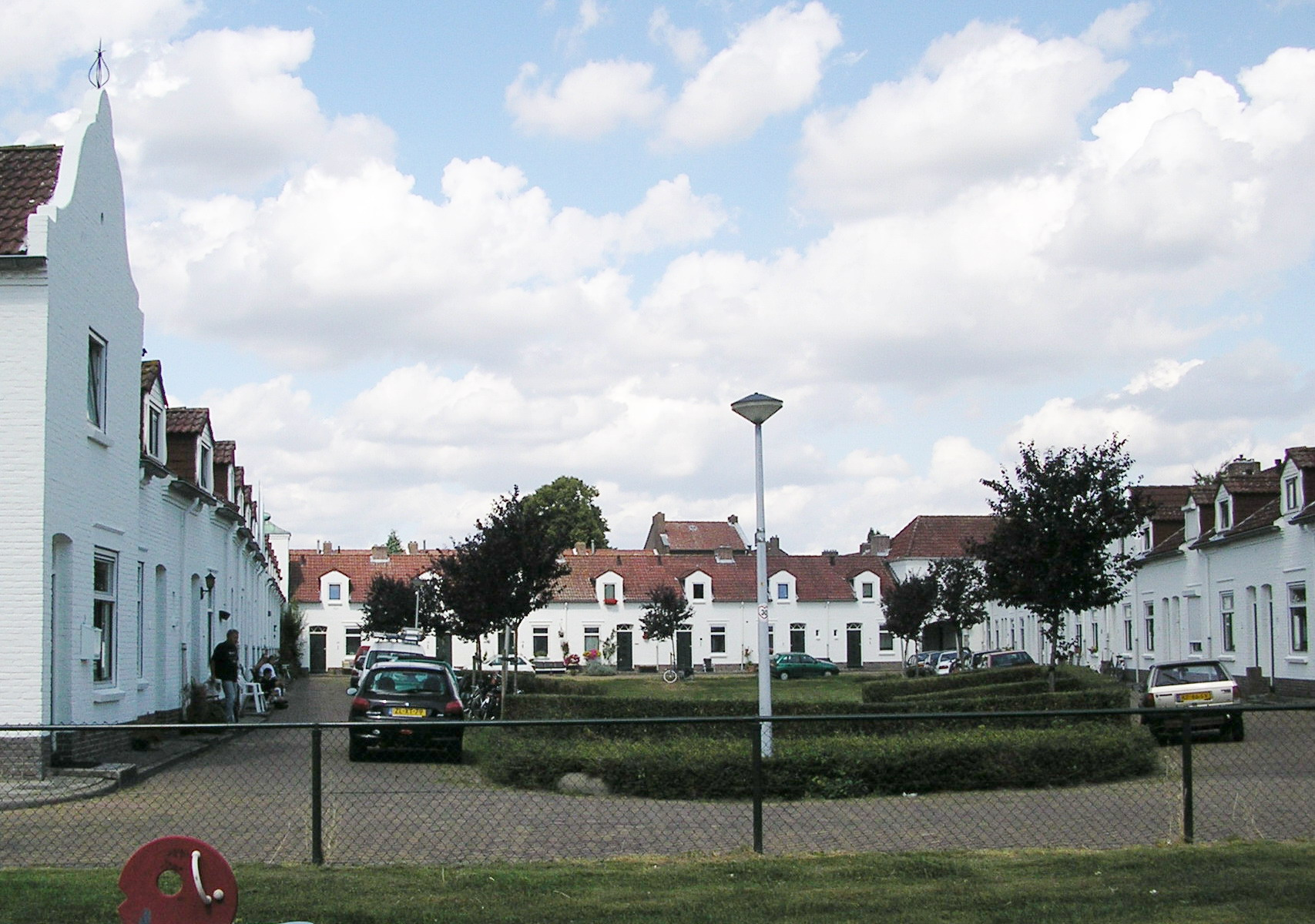
Schepenenplein.
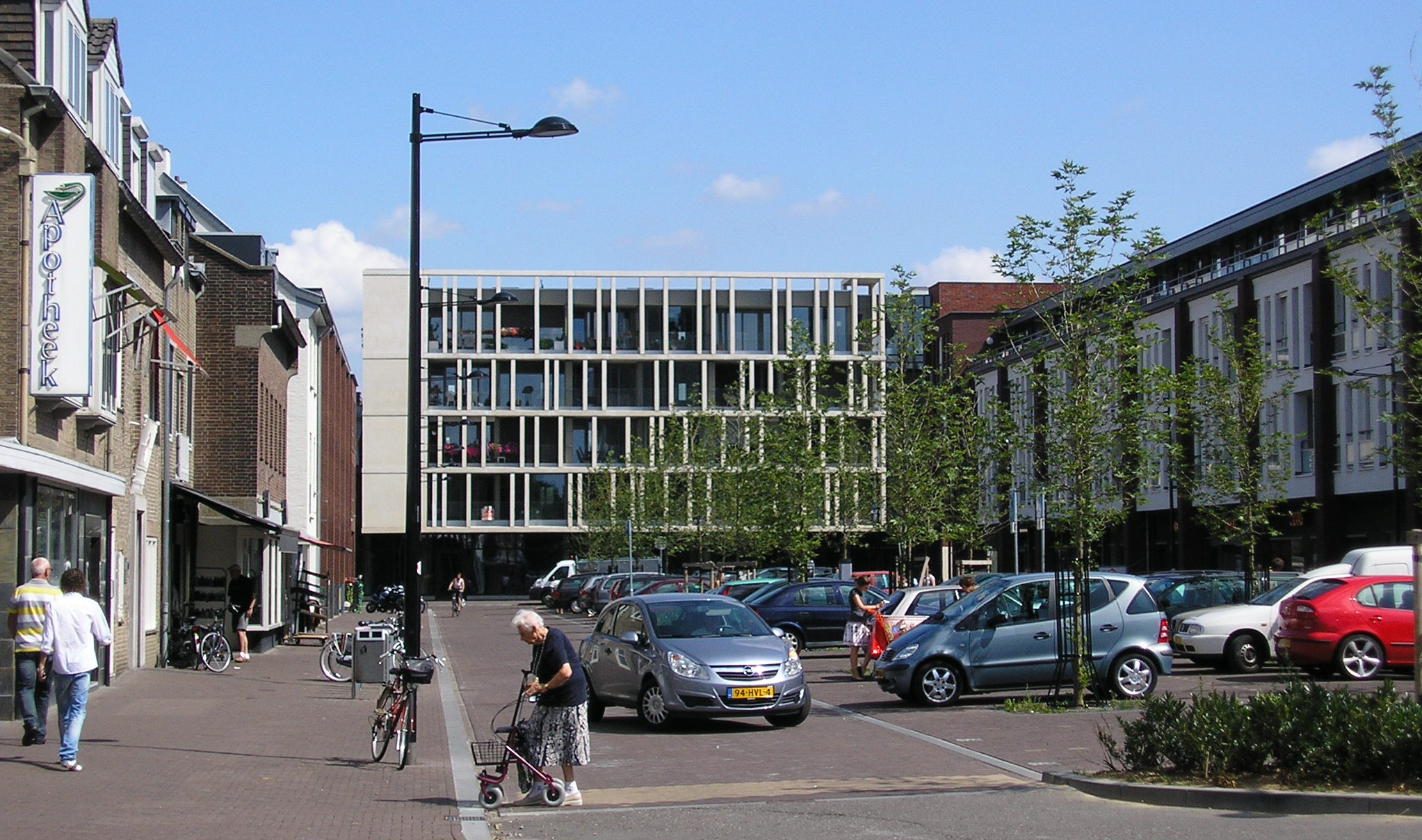
Voltaplein.
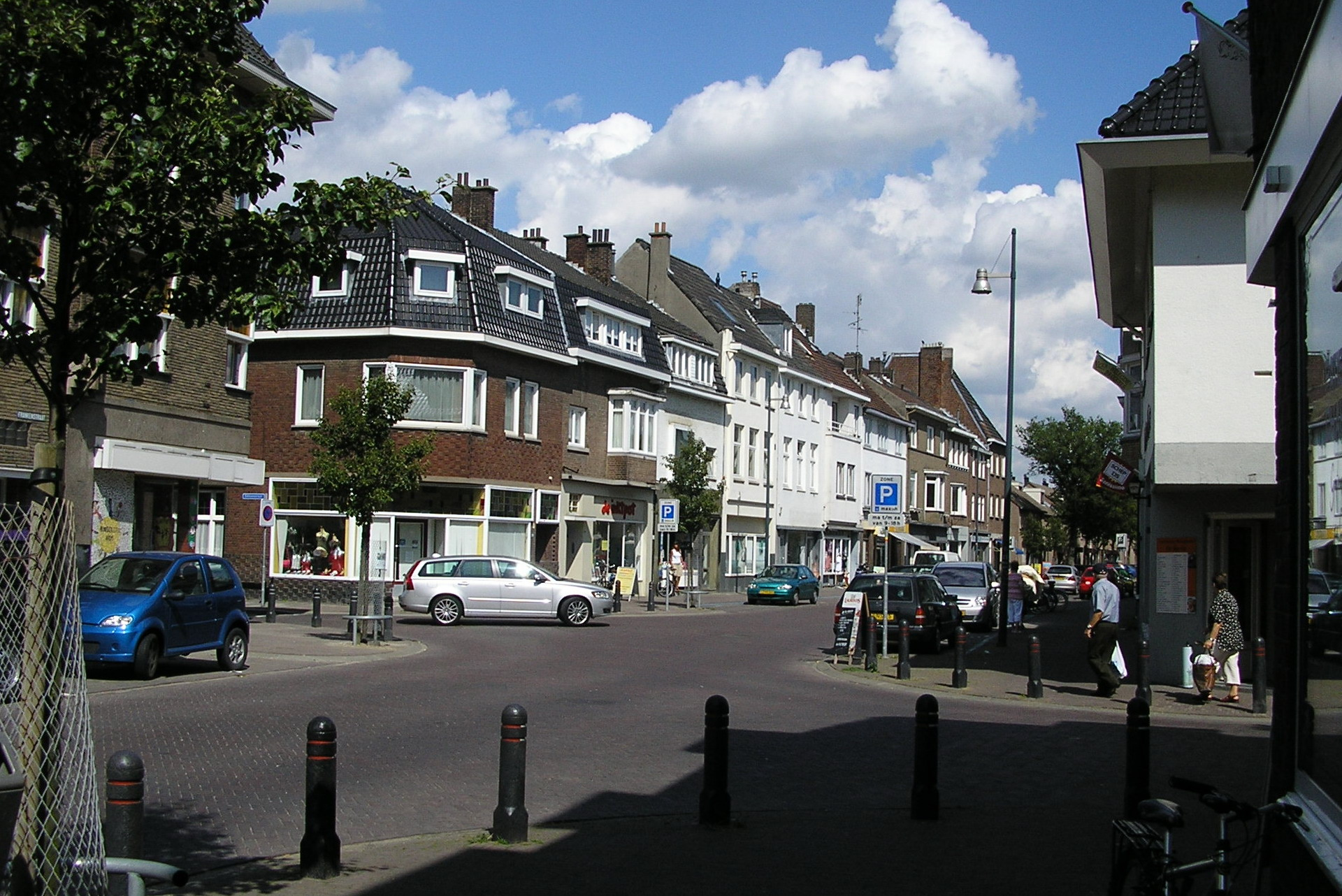
Frankenstraat.
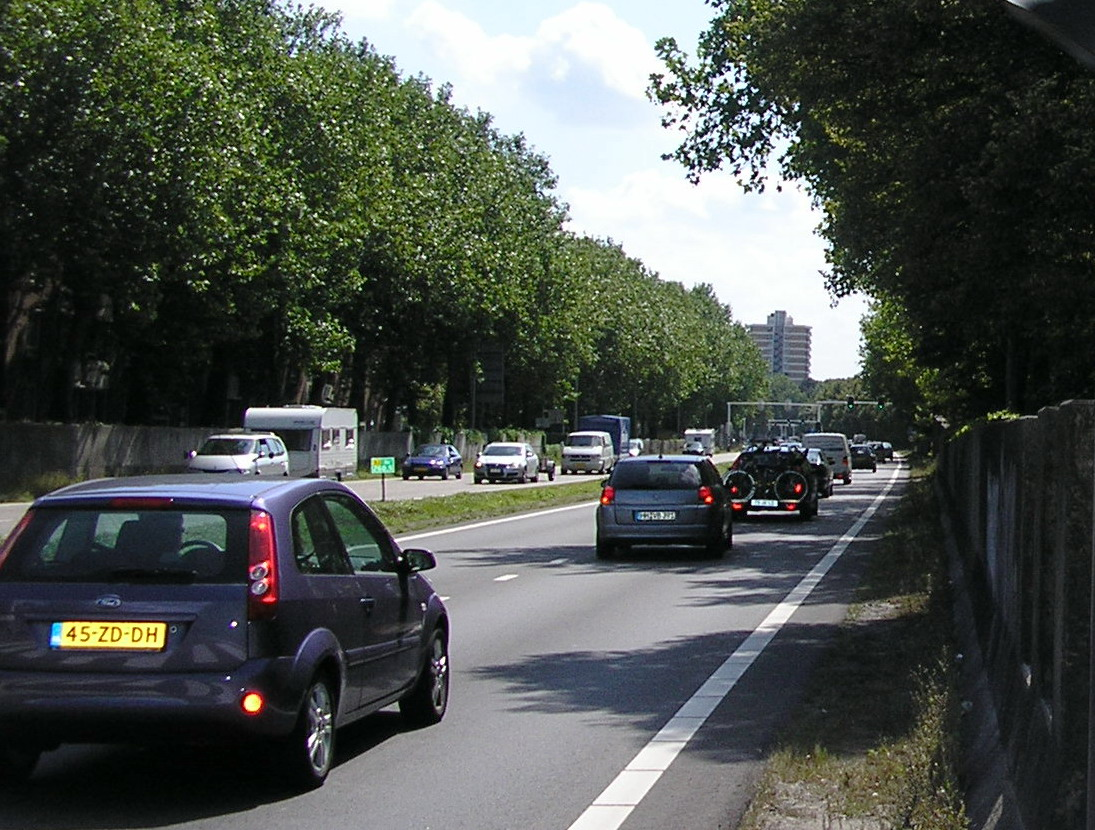
L'A2 à Wittevrouwenveld.

## Sources
- (nl) Cet article est partiellement ou en totalité issu de l’article de Wikipédia en néerlandais intitulé « Wittevrouwenveld » (voir la liste des auteurs).

## Compléments